# Herborg Sogn
Herborg Sogn er et sogn i Skjern Provsti (Ribe Stift).
Nørre Vium Sogn var indtil 1898 anneks til Vorgod Sogn, som derefter blev et selvstændigt pastorat. Herborg Sogn blev samme år udskilt fra Vorgod Sogns vestlige del og blev anneks til Nørre Vium Sogn. Alle 3 sogne hørte til Bølling Herred i Ringkøbing Amt. Både Vorgod og Nørre Vium-Herborg sognekommuner blev ved kommunalreformen i 1970 indlemmet i Videbæk Kommune, der ved strukturreformen i 2007 indgik i Ringkøbing-Skjern Kommune.
I Herborg Sogn ligger Herborg Kirke.
I sognet findes følgende autoriserede stednavne:
- Birkmose (bebyggelse)
- Birkmose Gårde (bebyggelse)
- Herborg (bebyggelse)
- Herborg Bæk (vandareal)
- Tolsgårde (bebyggelse)
- Trøstrup (bebyggelse)